# Tai Hu
Il Tai Hu (太湖S, Tài HúP, lett. "Grande Lago") è un vasto lago della Cina Orientale situato nella pianura a sud dell'estuario dello Chang Jiang. 
Con un'area di 2.250 km² ed una profondità media di 2 metri, è il terzo lago cinese dopo il Lago Poyang e il Lago Dongting.
Poco profondo, ospita circa 90 piccole isole montuose ricche di carbone. Sulle rive fertili e popolose si coltivano riso e gelsi per la bachicoltura. Il lago appartiene quasi completamente alla provincia dello Jiangsu e, nella parte occidentale, allo Zhejiang.

## Sport

### Ciclismo
Nelle sue prossimità si svolge il Tour of Taihu Lake, una piccola gara a tappe che si corre nel mese di novembre.